# Atesta thorntoni
Atesta thorntoni là một loài bọ cánh cứng trong họ Cerambycidae.